# Paso de Agua Negra
Der Paso de Agua Negra (auch Paso del Agua Negra, Paso Agua Negra oder selten Paso Aguas Negras) ist ein 4780 m (nach anderen Angaben zwischen 4.753 und 4.779 m) hoher Gebirgspass zwischen Chile (Región de Coquimbo, Ruta CH 41) und Argentinien (Provinz San Juan, RN 150). Der in den Anden gelegene Pass ist der höchstgelegene Grenzübergang zwischen den beiden Staaten.
Der Pass verbindet die Ortschaft Huanta im Elqui-Tal auf chilenischer Seite mit dem argentinischen Ort Las Flores. Von Huanta führt die asphaltierte Passstraße über 24 km bis zum chilenischen Grenzposten bei Juntas del Toro, von dort an verläuft die Straße als Schotterpiste entlang des Río de la Laguna stets leicht ansteigend über 83 km bis zum Scheitelpunkt an der Grenze. Auf argentinischer Seite befindet sich der Grenzposten außerhalb der Ortschaft Las Flores, beim Polizeiposten Guardia Vieja in 35 km Entfernung endet der Asphaltbelag, nach weiteren etwa 40 km ist die Passhöhe erreicht.
Der Pass ist nur in den Sommermonaten geöffnet, etwa zwischen Dezember und März; 2010 wurde der Grenzübergang am 20. Mai geschlossen und am 16. November wieder geöffnet – während der Saison 2009/10 überquerten 28.907 Personen am Paso de Agua Negra die Anden, mehr als die Hälfte davon im Januar. Der Pass wird großteils von Argentiniern genützt, um an der chilenischen Küste ihre Ferien zu verbringen.
An dem Grenzpass wurde seit 1947 gearbeitet, erstmals eröffnet wurde die Straße im Jahr 1965 – zwischen 1977 und 1994 blieb der Pass jedoch geschlossen. Derzeit wird die Errichtung zweier Tunnel geplant, die Teil eines „biozeanischen Korridors“ werden sollten.